# 7099 Feuerbach
7099 Feuerbach è un asteroide della fascia principale. Scoperto nel 1996, presenta un'orbita caratterizzata da un semiasse maggiore pari a 3,1529107 UA e da un'eccentricità di 0,1277091, inclinata di 2,23123° rispetto all'eclittica.